# ヴィルナの和約
ヴィルナの和約（ヴィルナのわやく、英語: Truce/Treaty of Vilna）、またはニェミェシャの和約（ニェミェシャのわやく、英: Truce/Treaty of Niemieża、ポーランド語: Rozejm w Niemieży）は、1656年11月3日、ヴィリニュス（ヴィルナ）近くのニェミェシャで締結された、ロシア・ツァーリ国とポーランド＝リトアニア共和国の間の条約。

## 概要
条約はロシア・ポーランド戦争の停戦条約であり、両国の北方戦争における反スウェーデン同盟を結成させた。
戦闘の中止とポーランド＝リトアニアとの同盟の見返りとして、ポーランド王ヤン2世カジミェシュの死後にはロシアのツァーリ アレクセイが王位を継承すると定められた。ボフダン・フメリニツキー率いるザポロージェ・コサックは交渉から排除され、後にラドノート条約でスウェーデンのトランシルヴァニア侵攻を支持した。

## 歴史
ロシアが連勝し、さらにスウェーデンのポーランド＝リトアニア共和国侵攻が大成功を収めたことで、アレクセイは共和国の完全敗北、およびスウェーデンの完勝ではスウェーデンが強大化してロシアの脅威になり、ロシアの利益に適わないと考えた。
交渉は1655年秋、リトアニアの大ヘトマンのヴィンツェンティ・コルヴィン・ゴシェフスキとロシアの指揮官アファナシー・オルディン＝ナシュショキンの間で始まり、すぐに停戦がなされた。停戦により共和国は対スウェーデン戦役に集中することができた。対スウェーデン戦役で有利になった共和国は態度を硬化してロシアの領土要求をはねつけたが、両国はスウェーデンへの追撃を続けることで合意した。ほかにもアレクセイかその後継者が共和国の王位を継承することに対する交渉がなされた（ポーランド・リトアニア・モスクワ共和国も参照）。ロシア軍はスウェーデン領リヴォニアに進軍、リガを包囲した。ロシアの同盟者であるザポロージェ・コサックのヘトマンボフダン・フメリニツキーはロシアの計画を知らされた。彼はポーランドとの一時停戦には反対しなかったが、ロシアとポーランドが同盟してコサック反乱を鎮圧することを恐れた。
1658年、ロシアは再び共和国に侵攻、ロシア・ポーランド戦争が再開した。